# 孙章录
孙章录（1915年8月15日—1987年2月15日），男，江苏无锡人，中华人民共和国政治人物，曾任中共浙江省委委员，浙江省政协副主席。1957年12月13日，中共浙江省第二届代表大会第二次会议通过《关于开除右派份子沙文汉、杨思一、彭瑞林、孙章录党籍的决议》，省委常委、省长沙文汉，省委常委、副省长杨思一，省委常委、省检察院检察长彭瑞林，省委委员、省委财贸部部长孙章录等被打成资产阶级右派份子、反党集团。